# 约翰·威廉·维尔姆斯

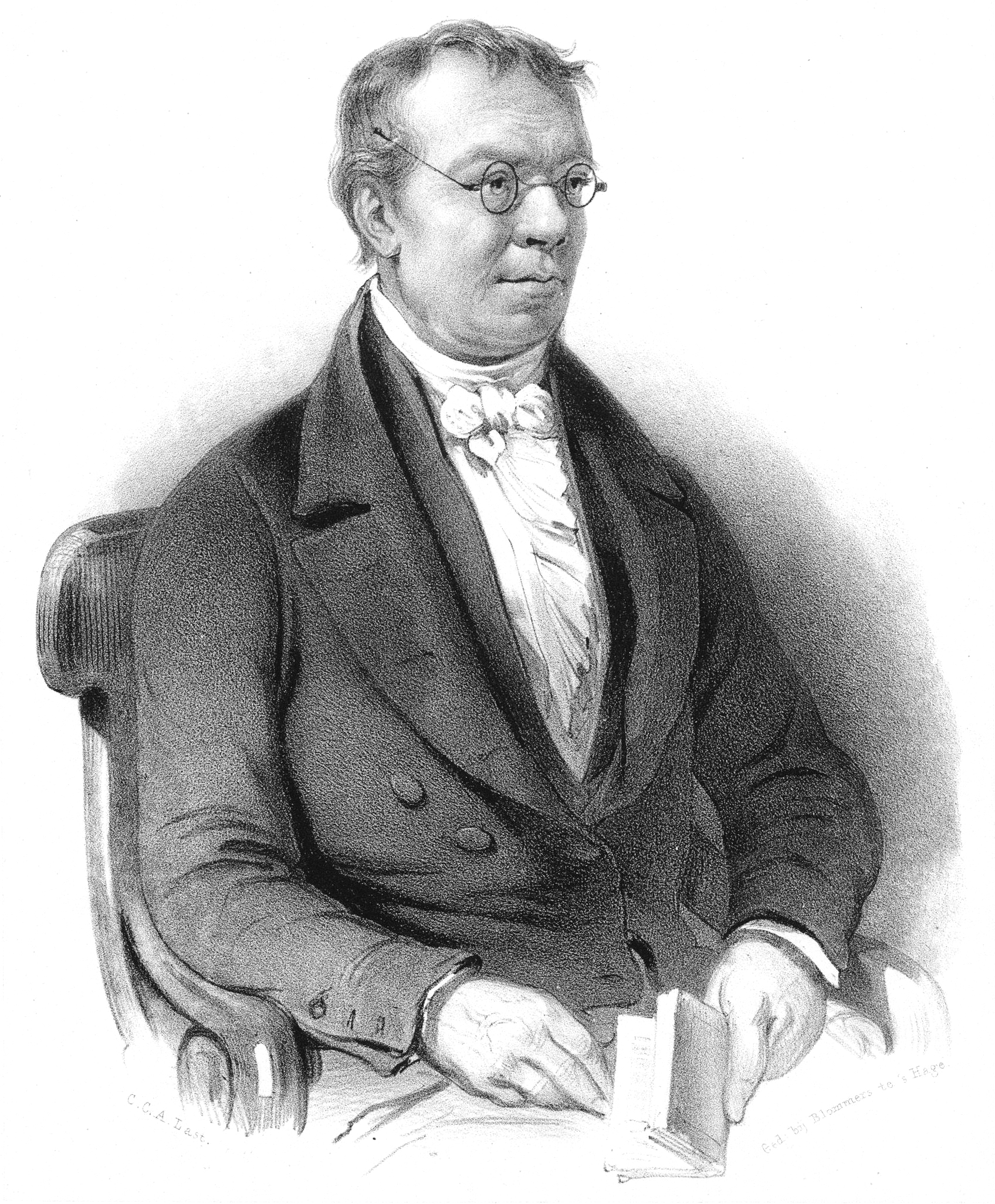
约翰·威廉·维尔姆斯

约翰·威廉·维尔姆斯（德語：Johann Wilhelm Wilms，1772年3月30日（受洗）—1847年7月19日），荷兰裔德国作曲家，最著名的作品为《尼德兰人的血脉》，这首作品在1815年-1932年间曾是荷兰国歌。

## 生平
维尔姆斯出生于索林根附近的小镇维茨谢登。他从父亲和哥哥那里学习钢琴及作曲，随后自学长笛。 1791年，他移居阿姆斯特丹，兼任两个乐团的长笛手。他在莫扎特和贝多芬的钢琴协奏曲中独奏。这是两位作曲家的协奏曲在荷兰的首演。
维尔姆斯曾在荷兰皇家艺术与科学院教授钢琴，面试竞选教堂风琴师的申请人，并参与评选了作曲比赛，还为《音乐广讯报》撰稿。他曾将这份出版物作为“临时演讲台”来抱怨像他这样的当代荷兰音乐家少有作为。
法国大革命的革命情绪影响了荷兰 ，维尔姆斯写了具有反抗色彩的赞美诗。 而在拿破仑倒台，拿骚王朝重新掌权之后，维尔姆斯为诗人亨德里克·托伦斯的作品《尼德兰人的血脉》谱曲，从荷兰国歌的公开选拔中胜出，成为荷兰国歌 
维尔姆斯担任阿姆斯特丹门诺会的风琴手二十三年，直至去世。 

## 交响乐作品
维尔姆斯一生创作了七首交响曲 ，其中一首F大调的交响曲已失传。其他交响曲在他去世后陷入沉寂。 即使对于研究他的学者而言，仍无法确定早期维尔姆斯五首交响曲写作的确切年代。 
维尔姆斯的《D小调第六交响曲》曾在根特艺术学院（ Société des Beaux-Arts Ghent）获得一等奖。 
2003年，科隆协奏乐团与德意志留声机公司合作，录制第六和第七交响曲。由于对乐曲写作时间的误解，乐团指挥维尔纳·埃尔哈特（Werner Ehrhardt）最初认为维尔姆斯所作音乐相对于他所处年代已过时。 但是在理顺了乐曲写作顺序后，出于对音乐的热情，埃尔哈特决定录制这两首交响曲。 学者们而后确定这些是较晚期的作品，因为两部作品采用套曲曲式。

## 部分作品
- E大调音乐会序曲
- G小调长笛协奏曲
- D大调钢琴四手联弹奏鸣曲，作品7（1800年）
- E大调第一钢琴协奏曲，作品3（1799年）
- C大调第一交响曲，作品9（约1806年）
- F大调第二大交响曲，作品10（约1808年，失传）
- C大调第二钢琴协奏曲，作品12（约1807年）
- B大调专业钢琴奏鸣曲，作品13（1808年）
- E大调第三大交响曲，作品14（约1808年）  [2]
- 三首小提琴奏鸣曲，作品21
- C大调钢琴四重奏，作品22（1822年） [3]
- C小调第四交响曲，作品23（约1812年）
- D大调长笛协奏曲，作品24 [4]
- 两首G小调与A小调弦乐四重奏（约1806年） [5] [6]，作品25，2007年公布。
- C大调钢琴四手联弹奏鸣曲，作品31（1813年）
- D调长笛奏鸣曲，作品33（1813年）
- 降B调钢琴四手连弹奏鸣曲，作品41（约1813年）
- D大调第五交响曲，作品52（约1817年）
- D小调第六交响曲，作品58（约1823年）
- C小调第七交响曲（约1836年）
- 尼德兰人的血脉
- D大调序曲
- 降E大调序曲（由B. Hagels整理，2006年出版） [7]